# Kabinett Bouffier II

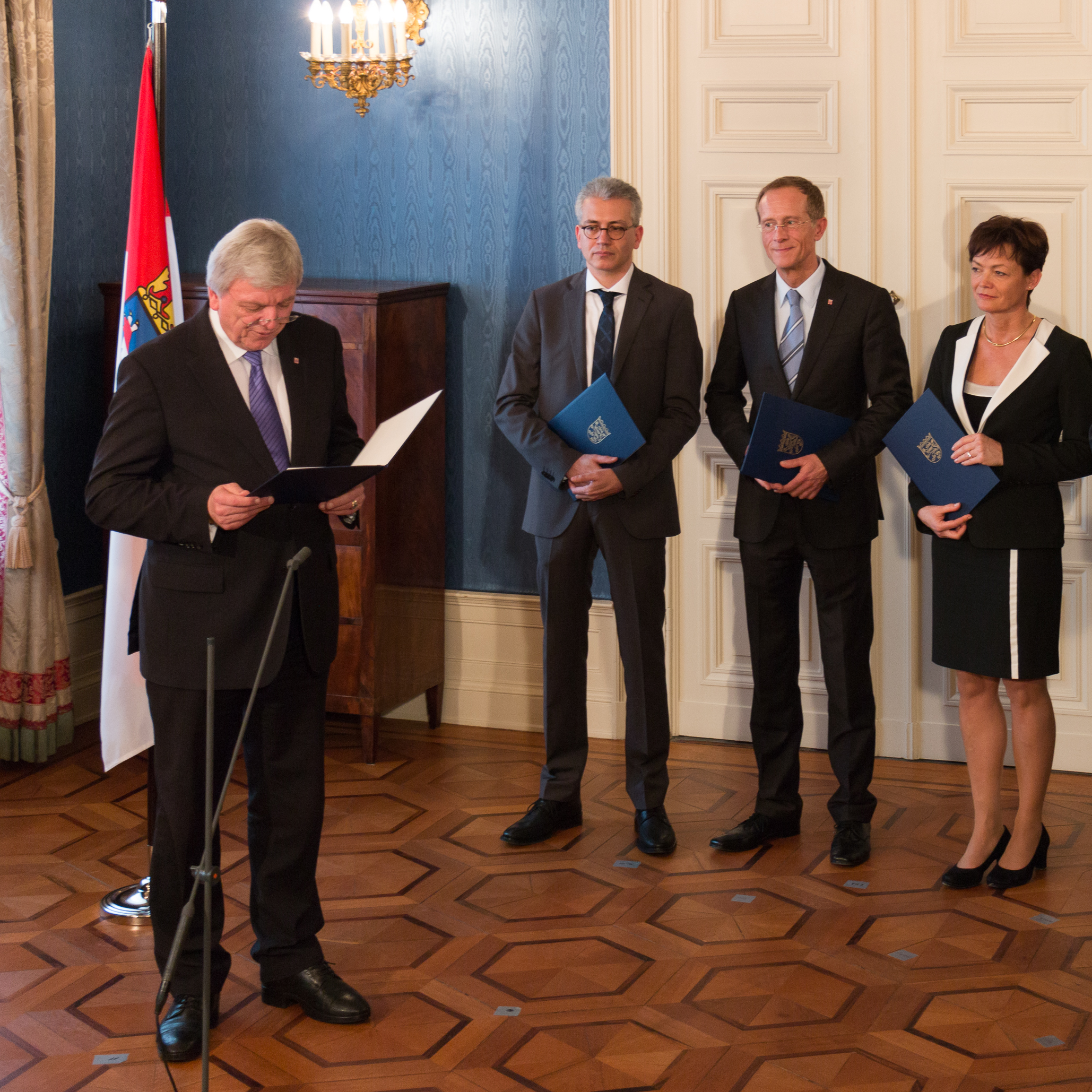
Der Ministerpräsident ernennt die Minister seines zweiten Kabinetts

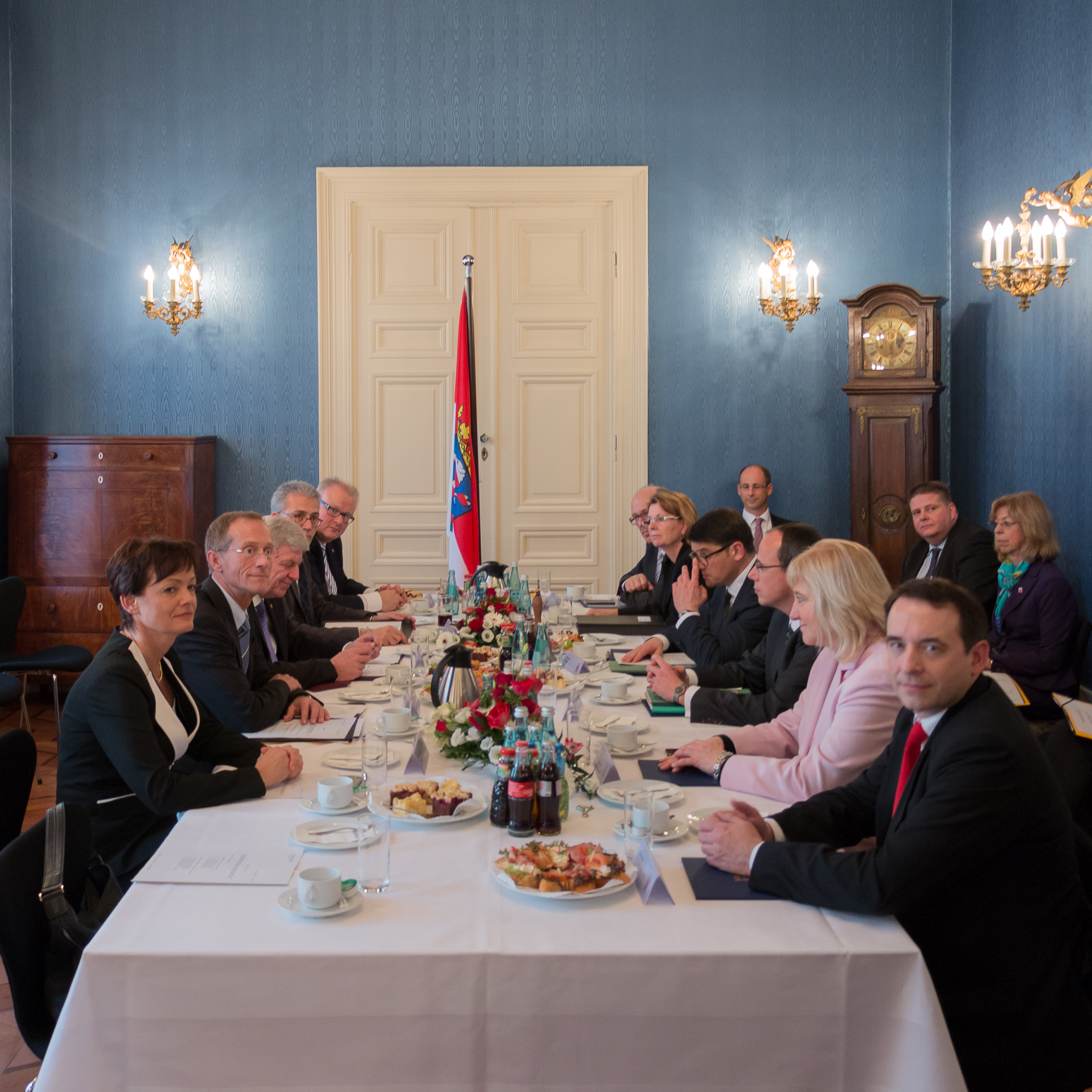
Die erste Sitzung des neuen Kabinetts

Das Kabinett Bouffier II bildete vom 18. Januar 2014 bis zum 18. Januar 2019 die Landesregierung von Hessen. Grundlage für die Bildung des Kabinetts ist der Koalitionsvertrag zwischen der CDU und Bündnis 90/Die Grünen mit dem Titel Verlässlich gestalten – Perspektiven eröffnen. Diesem Vertrag wurde am 21. Dezember 2013 durch ein einstimmiges Votum des CDU-Landesausschusses und 74,21 Prozent der Teilnehmer eines Parteitags der Grünen zugestimmt. Vorausgegangen war die Landtagswahl in Hessen 2013 vom 22. September 2013.
Ministerpräsident Volker Bouffier wurde in der konstituierenden Sitzung des Landtags am 18. Januar 2014 mit 62 Stimmen wiedergewählt und erhielt damit eine Stimme mehr als CDU und Grüne im Landtag besaßen.
Die Grünen gaben bereits kurz nach der Aushandlung des Vertrags die Namen ihrer Minister bekannt.

## Kabinett
| Amt                                                       | Bild                                                                                  | Name                 | Partei | Partei                                 | Staatssekretäre       | Partei | Partei |
| --------------------------------------------------------- | ------------------------------------------------------------------------------------- | -------------------- | ------ | -------------------------------------- | --------------------- | ------ | ------ |
| Ministerpräsident                                         |                                                                                       | Volker Bouffier      |        | CDU                                    |                       |        |        |
| Stellvertreter des Ministerpräsidenten                    |                                                                                       | Tarek Al-Wazir       |        | Bündnis 90/Die Grünen                  |                       |        |        |
| Wirtschaft, Energie, Verkehr und Landesentwicklung        | Mathias Samson                                                                        | Tarek Al-Wazir       |        | Bündnis 90/Die Grünen                  |                       |        |        |
| Inneres und Sport                                         |                                                                                       | Peter Beuth          |        | CDU                                    | Werner Koch           |        | CDU    |
| Finanzen                                                  |                                                                                       | Thomas Schäfer       | CDU    | Bernadette Weyland bis 31. August 2017 | CDU                   |        |        |
| Finanzen                                                  | Martin Worms ab 1. September 2017                                                     | Thomas Schäfer       | CDU    |                                        |                       |        |        |
| Justiz                                                    |                                                                                       | Eva Kühne-Hörmann    | CDU    | Thomas Metz                            |                       | CDU    |        |
| Soziales und Integration                                  |                                                                                       | Stefan Grüttner      | CDU    | Wolfgang Dippel                        | CDU                   |        |        |
| Soziales und Integration                                  | Jo Dreiseitel bis 30. September 2017                                                  | Stefan Grüttner      | CDU    |                                        | Bündnis 90/Die Grünen |        |        |
| Soziales und Integration                                  | Kai Klose ab 1. Oktober 2017 Bevollmächtigter für Integration und Antidiskriminierung | Stefan Grüttner      | CDU    |                                        | Bündnis 90/Die Grünen |        |        |
| Kultus                                                    |                                                                                       | Ralph Alexander Lorz | CDU    | Manuel Lösel                           |                       | CDU    |        |
| Wissenschaft und Kunst                                    |                                                                                       | Boris Rhein          | CDU    | Ingmar Jung (bis Oktober 2017)         | CDU                   |        |        |
| Wissenschaft und Kunst                                    | Patrick Burghardt (ab 1. Januar 2018)                                                 | Boris Rhein          | CDU    |                                        | CDU                   |        |        |
| Umwelt, Klimaschutz, Landwirtschaft und Verbraucherschutz |                                                                                       | Priska Hinz          |        | Bündnis 90/Die Grünen                  | Beatrix Tappeser      |        |        |
| Staatskanzlei                                             |                                                                                       | Axel Wintermeyer     |        | CDU                                    | Michael Bußer         |        | CDU    |
| Staatskanzlei                                             | Mark Weinmeister                                                                      | Axel Wintermeyer     |        | CDU                                    |                       |        | CDU    |
| Bundes- und Europaangelegenheiten                         |                                                                                       | Lucia Puttrich       | CDU    | Mark Weinmeister                       | CDU                   |        |        |